# Затишье (Харьковская область)
Зати́шье (укр. Затишшя) — село в Харьковском районе Харьковской области, Украина.
Код КОАТУУ — 6325157306. Население по переписи 2001 года составляет 654 (296/358 м/ж) человека.

## Географическое положение
Село Затишье находится восточнее Харьковской окружной дороги (М-03-E 40), примыкает к границе города Харьков.
К юго-востоку от села расположен Дробицкий Яр.

## Статус села
Хотя в 2013 году областной совет принимал решение об исключении села из учёта, а местный Кулиничёвский совет улицы села включил в состав Элитного, Верховная Рада эти изменения не утвердила. Поэтому село Затишье существует дальше.

## История
- Хутор Затишье основан в 1925 году.
- В  1940 году, перед ВОВ, на хуторе Затишье были два двора и пруд.[5]
- 6 сентября 2012 года Верховная Рада Украины приняла постановление «Об изменении и установлении границ города Харьков, Дергачёвского и Харьковского районов Харьковской области», согласно которой западная часть села (до окружной дороги) в виде микрорайона "Старое Затишье" была включена в границы города Харькова. В составе села Затишье осталась лишь территория за окружной дорогой.
- Ранее село входило в Кулиничёвский поселковый совет Харьковского района Харьковской области. Во второй половине 2020 года село Затишье из Кулиничёвского поселкового совета перешло в состав Ольховской сельской территориальной общины (укр. громады)[6][7].
- Кроме того, в том же 2020 году Министерство развития общин и территорий Украины присвоило селу новый код административно-территориального деления - UA63120050100062163.
- В 2023 году улица Путевая была переименована на улицу Грушевского[8]
- В 2024 году улица Лучистая была переименована на Променевую[9]

## Улицы
- ул. Грушевского
- ул. Малая
- ул. Научная
- ул. Променевая
- ул. Садовая
- ул. Южная
- ул. Победы

## Экономика
- Оптовый рынок сельхозпродукции «1-й километр», ООО.

## Достопримечательности
- Дробицкий Яр — братская могила жертв фашизма. Похоронены 30 000 убитых человек, в основном евреев.